# Probles xanthopus
Probles xanthopus är en stekelart som först beskrevs av Holmgren 1860.  Probles xanthopus ingår i släktet Probles och familjen brokparasitsteklar. Arten är reproducerande i Sverige. Inga underarter finns listade i Catalogue of Life.